# Pedersöre
Pedersöre (schwedisch; finnisch; Pedersören kunta) ist eine Gemeinde in der westfinnischen Landschaft Österbotten. Sie umfasst das Umland der Hafenstadt Jakobstad an der Schärenküste des Bottnischen Meerbusens. 91 Prozent der 11.206 Einwohner (Stand 31. Dezember 2022) sind Finnlandschweden, 7 Prozent sprechen Finnisch als Muttersprache. Offiziell ist die Gemeinde zweisprachig.
Verwaltungssitz ist Bennäs (finnisch: Pennäinen), der größte Ort Kållby (Kolppi). Daneben umfasst die Gemeinde das Kirchdorf Pedersöre sowie die  Orte Bäckby, Edsevö, Esse (finnisch: Ähtävä; bestehend aus den Dörfern Överesse und Ytteresse; finnisch: Ala-Ähtävä und Yli-Ähtävä), Forsby, Sandsund (Hietasalmi), Karby, Katternö, Lappfors, Lepplax (Leppälahti), Lövö, Östensö, Purmo, Sundby, Västersund.
Pedersöre ist eine der ältesten Gemeinden Österbottens und wurde erstmals 1348 urkundlich erwähnt. Die Stadt Jakobstad wurde 1652 auf dem Gebiet der Gemeinde gegründet und erhielt ihren finnischsprachigen Namen Pietarsaari nach Pedersöre. Die Gemeinde Pedersöre hieß hingegen bis 1989 auf Finnisch offiziell Pietarsaaren maalaiskunta, also „Landgemeinde Jakobstad“. Die Feldsteinkirche von Pedersöre liegt heute im Stadtgebiet von Jakobstad. Sie stammt aus dem frühen 16. Jahrhundert und wurde 1787–1795 unter Jacob Rijfs zur Kreuzkirche umgebaut.
Der etwa 16,0 m hohe Ilveskivi (schwedisch Losten) südöstlich von Pedersöre ist einer von Finnlands höchsten Findlingen.

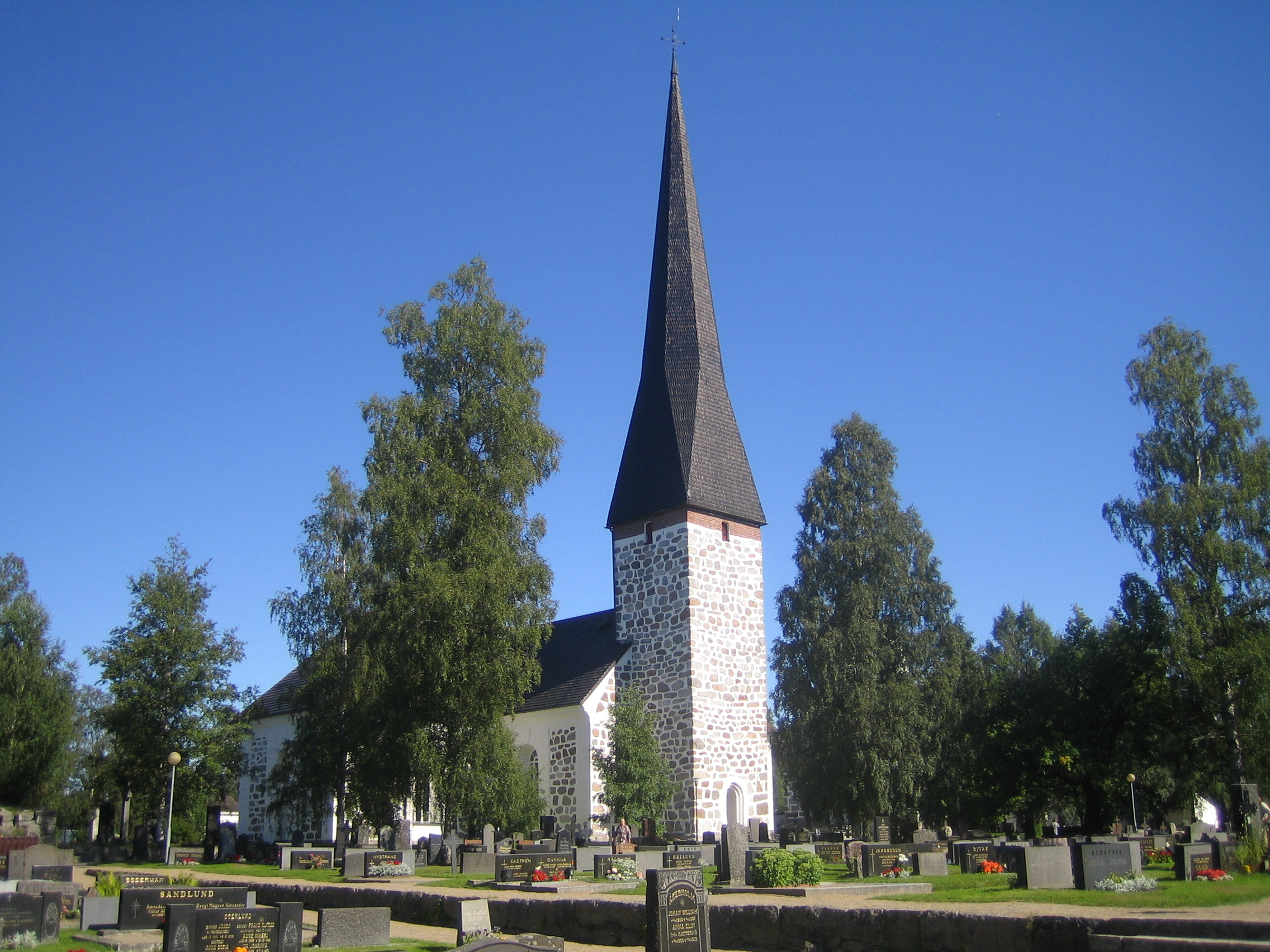
Die Kirche von Pedersöre
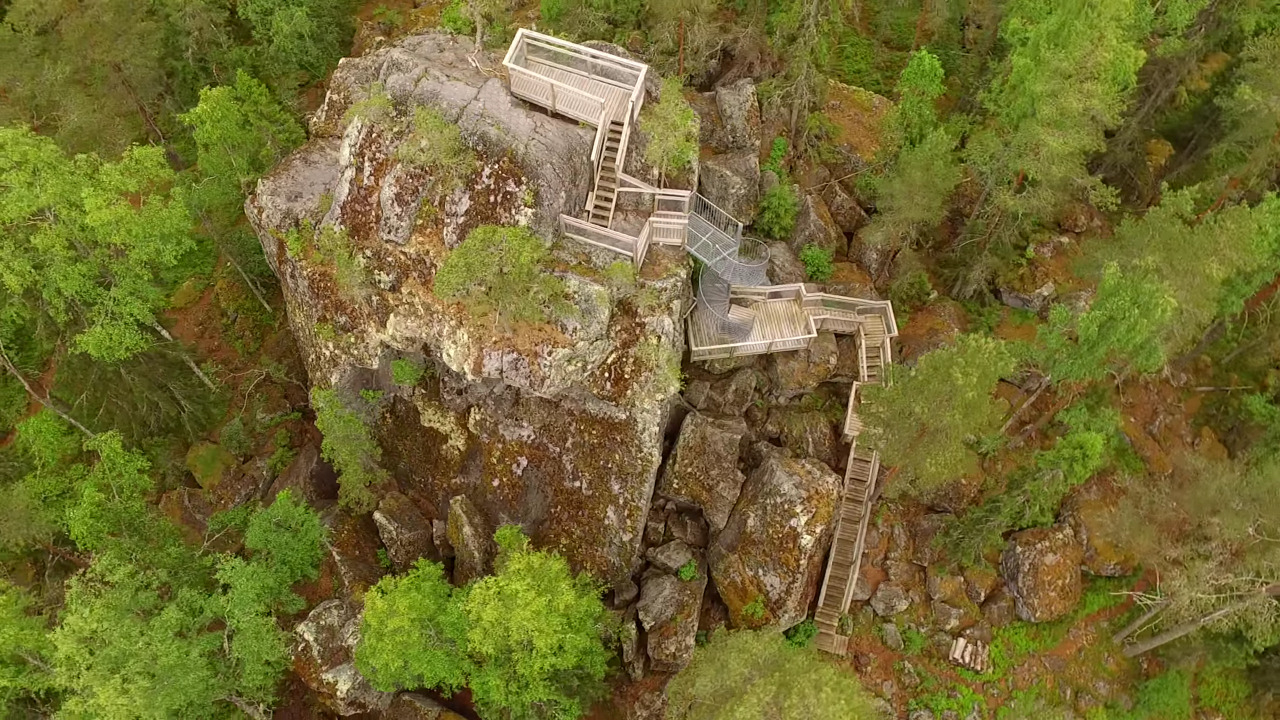
Der Ilveskivi